# Municipio de Antiguo Morelos
El municipio de Antiguo Morelos es uno de los 43 municipios que constituyen el estado mexicano de Tamaulipas. Se encuentra localizado al centro sur del estado y aproximadamente a 81 kilómetros al sur de Ciudad Victoria. Cuenta con una extensión territorial de 714.20 km². Según el II Conteo de Población y Vivienda de 2005, el municipio tiene 9,902 habitantes, de los cuales 4,184 son hombres y 4,377 son mujeres.

## Historia
En lo que actualmente es Antiguo Morelos hubo una población huasteca de nombre Tampemol, la cual se fue diezmando durante el virreinato, aunque se tiene el dato, por mapas, que en tiempos de la conquista de José de Escandón aún existía. Para esa época se conocía esta zona como valle de Tampuejem, y pertenecía su jurisdicción a San Luis Potosí.
Al fundarse las villas de Santa Bárbara y Horcasitas, muchas familias provenientes de Ciudad Valles y Valle del Maíz, les gustó el lugar y comenzaron a establecerse en 1751 al noroeste del antiguo Tampemol, en un paraje conocido como Charco de Baltazar, lugar donde según la tradición, deambulaba el jefe janambre del mismo nombre.
La congregación de Baltazar perteneció desde ese momento a la jurisdicción de Santa Bárbara, hasta el año de 1815, cuando pasó a pertenecer jurisdiccionalmente a Horcasitas. Para 1816 el gobernador del Nuevo Santander tenía en mente darle la categoría de villa, pero al estar en terrenos de la hacienda de San Ignacio del Buey no le fue posible. Fue hasta el 6 de mayo de 1821, aun en tiempos de la Nueva España, cuando la diputación provincial con sede en Monterrey, le da la categoría de villa. 
Por el decreto del 27 de septiembre de 1828, expedido por el Congreso del Estado, se le concedió el título de Villa Morelos, en honor a un lugarteniente del caudillo José María Morelos y Pavón de nombre Manuel Flores que pasó por el lugar. 
Desde 1849 los vecinos de la congregación de Mesillas plantean al gobierno estatal un cambio de cabecera, cosa que logran en tiempos del gobernador Juan José de la Garza, mediante decreto del 19 de octubre de 1860. A partir de enero de 1861 Mesillas pasa a llamarse villa de Nuevo Morelos y la antigua villa pasa a ser una congregación de la misma. En esa misma época, se segrega del municipio la congregación de Palcuay, dando paso a la villa de Quintero, perdiendo Morelos el territorio comprendido desde el nacimiento del río Mante hasta los límites con Tamuín, San Luis Potosí.
En abril de 1862, después de meses de pugna, el gobernador Ignacio Comonfort divide el municipio en dos, y es a partir de ese momento cuando surgen los municipios de Antiguo y Nuevo Morelos como tal. 
Durante el porfiriato el pueblo prospera mucho al pasar el camino nacional a San Luis por su jurisdicción, pero años después, al pasar la vía del tren por Valles, Antiguo Morelos empieza una decadencia que se acrecienta con la revolución mexicana. 
El 1 de marzo de 1918, fuerzas de Francisco Carrera Torres y Saturnino Cedillo atacan la villa y queda dos años abandonada. El 19 de marzo de 1920 se repuebla la villa, la cual comienza su segunda época dorada con la construcción de la carretera nacional México-Laredo y el antiguo Morelos-San Luis Potosí o conocida también como Tampico-Barra de Navidad.

## Descripción geográfica

### Ubicación
Antiguo Morelos se localiza al sur del estado entre las coordenadas geográficas 22° 33´00. 39” de latitud norte, y 99° 05´01. 73 de longitud oeste; a una altitud que oscila entre los 764 y 144 metros sobre el nivel del mar.
El municipio colinda al norte con los municipios de Ocampo y Mante; al sur con el estado de San Luis Potosí; al este con Mante y al oeste con Nuevo Morelos.

### Orografía e hidrografía
Posee un territorio irregular con regiones planas al centro y con elevaciones de hasta 900 m s. n. m. al este y oeste. Sus suelos se componen de regosol y cambisol, y su uso es agrícola, ganadero y forestal. El municipio pertenece a la región hidrológica Guayalejo-Tamesí-Pánuco. Sus recursos hidrológicos son proporcionados principalmente por el arroyos Tampemole-El Lagarto

### Clima
Su principal clima es el cálido húmedo; con lluvias en verano. La temperatura media anual es de 26°C, la máxima se registra en el mes de junio (30 °C) y la mínima se registra en febrero (2 °C). El régimen de lluvias se registra entre los meses de julio y noviembre, contando con una precipitación media de 1,200 milímetros.

## Cultura

### Sitios de interés
- Templo de San José
- Presa El Oyul
- Reyitos Bar
- El Oasis
- Los Chijoles
- Cueva del Tigre
- El Bosque

### Personajes Históricos
- Pedro Zamudio Almazán (Revolución mexicana)
- José Felicitos Castillo Almazán (Revolución mexicana)

### Fiestas
Fiestas civiles
- Aniversario de la Fundación: El 6 de mayo.
- Aniversario de la Repoblación: El 19 de marzo.
- Aniversario de la Independencia de México: El 16 de septiembre.
- Aniversario de la Revolución mexicana: El 20 de noviembre.

Fiestas religiosas
- Semana Santa: jueves y viernes Santos.
- Día de la Santa Cruz: 3 de mayo.
- Fiesta en honor de la Virgen de Guadalupe: 12 de diciembre.
- Día de Muertos: 2 de noviembre.
- Día de San Judas Tadeo 28 de octubre

## Gobierno
Su forma de gobierno es democrática y depende del gobierno estatal y federal; se realizan elecciones cada 3 años, en donde se elige al presidente municipal y su gabinete. La actual y primera mujer presidenta del municipio es Eva Ávila Cabriales militante del PAN.
El municipio cuenta con 126 localidades, las cuales dependen directamente de la cabecera del municipio, las más importantes son: Antiguo Morelos (cabecera municipal), El Barranco, Las Flores, Fortines y Emiliano Zapata (Fortines), Guadalupe Mainero,México Libre,

### Presidentes municipales
| Nombre | Nombre                              | Mandato       | Partido |
| ------ | ----------------------------------- | ------------- | ------- |
|        | Sixto Trejo                         | 1918          |         |
|        | Policarpo Castillo Almazán          | 1920          |         |
|        | Pedro Zamudio                       | 1922          |         |
|        | Petronilo Olguin                    | 1929-1930     |         |
|        | Benjamin Maldonado                  | 1932-1933     |         |
|        | Policarpo Castillo Almazán          | 1934-1935     |         |
|        | Pedro Zamudio                       | 1937-1938     |         |
|        | Clemente Infante                    | 1938-1939     |         |
|        | Lorenzo Castillo Juárez             | 1939-1943     |         |
|        | Mateo Ledezma Infante               | 1943-1946     |         |
|        | Marcelo Gonzalez de Avila           | 1946-1949     |         |
|        | Pedro C. López                      | 1952-1955     |         |
|        | Nicasio Hernández Balderas          | 1955-1958     |         |
|        | Graciano Cruz Rangel                | 1958-1961     |         |
|        | Emigidio Balderas Luna              | 1961-1964     |         |
|        | Cleofás Hernández Azúa              | 1964-1965     |         |
|        | Ismael Castillo Hernández           | 1965-1969     |         |
|        | Luis Martinez López                 | 1969-1972     |         |
|        | Pedro C. López                      | 1972-1975     |         |
|        | Leobardo Infante Ventura            | 1975-1977     |         |
|        | Benito Hernández Salas              | 1978-1980     |         |
|        | Margarito López Turrubiates         | 1981-1983     |         |
|        | José Duarte Sandoval                | 1984-1985     |         |
|        | Filomeno Martinez Araujo (suplente) | 1985-1986     |         |
|        | Pedro López Turrubiates             | 1987-1990     |         |
|        | Máximo Ochoa Barrón                 | 1990-1992     |         |
|        | Alberto Rostro Armendáriz           | 1993-1995     |         |
|        | Rodolfo González Hernández          | 1996-1998     |         |
|        | José Pedro Martínez Muñiz           | 1999-2001     |         |
|        | Joel López Turribiates              | 2002-2004     |         |
|        | Javier Molina Barrera               | 2005-2007     |         |
|        | Carmelo Tinajero Castro             | 2008-2010     |         |
|        | Arturo Ibarra Torres                | 2011-2013     |         |
|        | José Guadalupe Tinajero Castro      | 2013-2016     |         |
|        | Evangelina Ávila Cabriales          | 2016-2018     |         |
|        | Albina Tinajero Castro (Interina)   | 2018          |         |
|        | Evangelina Ávila Cabriales          | 2018-2021     |         |
|        | Carmelo Tinajero Castro             | 2021-2024     |         |
|        | Evangelina Ávila Cabriales          | 2024-presente |         |